# Estación Intermodal Lo Ovalle
La Estación Intermodal Lo Ovalle es una estación de intercambio modal, administrada por Metro S.A., ubicada entre las calles Carvajal y Paulina en la comuna de La Cisterna. Fue inaugurada el 13 de diciembre de 1990, con el objeto de ser una conexión con la Línea 2 del Metro de Santiago y los entonces servicios de Metrobus, provenientes de Maipú, San Bernardo, La Pintana, Puente Alto y La Florida.
En la actualidad, permite la combinación con recorridos de la Red Metropolitana de Movilidad y servicios rurales, además de tener conexión con locales comerciales.

## Servicios de Red y rurales
En este terminal prestan servicios los buses de las unidades de negocios 3 y 4 de la Red Metropolitana de Movilidad. Además de 2 servicios rurales con destino a Pirque y Buin. 

### Red Metropolitana de Movilidad
| Servicio | Destino                  | Recorrido |
| -------- | ------------------------ | --- |
| 321      | Lo Sierra                | Av. Lo Ovalle - Lincoln - Eduardo Frei Montalva - Av. Salvador Allende - Card. Raúl Silva Henríquez - Pedro Lira |
| 348      | Rinconada                | Av. Lo Ovalle - Av. Padre Hurtado - Av. Aeropuerto - Av. Américo Vespucio - Av. Esquina Blanca - Av. del Ferrocarril - Av. 5 de Abril - Plaza de Maipú - Cam. a Rinconada - José Manuel Borgoño - Av. 4 Poniente - El Conquistador - Nudo Rinconada |
| E02      | Diego Portales           | Gral. Freire - Av. Santa Rosa P.25 - Santa Rosa - Av. Manuel Rodríguez - Av. Trinidad - San José de la Estrella - Los Quillayes - San Jorge - Av. Diego Portales                                                                                    |
| E03      | Jardín Alto              | Av. Fernández Albano - Linares - Lia Aguirre - Bellavista de La Florida - Av. Walker Martínez - Jardín Alto - Av. Rojas Magallanes |
| G11      | Lo Blanco                | Av. Lo Ovalle - Rivadavia - Juan Luis Sanfuentes - San Ramón - Pedro Aguirre Cerda - Violeta Parra - Av. San Francisco - Tte. Montt Salamanca - Prof. Julio Chávez - Av. Lo Blanco                                                                  |
| G12      | Cementerio Metropolitano | Sergio Ceppi - Ciencias - Av. El Parrón - Av. Pedro Aguirre Cerda - Autopista Vespucio Sur - Cem. Metropolitano - Av. Goycolea - Av. Américo Vespucio                                                                                               |
| G18      | Santo Tomás              | Ciencias - Av. Uruguay - Argentina - Doñihue - Ecuador - Las Brisas - La Cisterna - Vicuña Mackenna - Ismael Tocornal - Venancia Leiva - Gral. Arriagada - María Elena                                                                              |
| H03      | Mall Plaza Oeste         | Av. Lo Ovalle - Card. Raúl Silva Henríquez - 9 de Enero - Ferrari - Av. Lo Espejo - Cam. a Lonquén - Mall Plaza Oeste |
| H07      | Ñuble                    | Av. Lo Ovalle - Av. Maipú - Av. Cerrillos - Lo Valledor - Bascuñán Guerrero - General Rondizzoni - Rondizzoni - Arauco - Ñuble |
| H08      | Población Las Turbinas   | Av. Lo Ovalle - Av. Padre Hurtado - Eduardo Frei Montalva - Av. Gabriela Mistral - Augusto D'Halmar - Juan Francisco González |
| I05      | Rinconada                | Av. Lo Ovalle - Valparaíso - Inés de Suárez - Lo Espejo - Eduardo Frei Montalva - Av. Américo Vespucio - Av. Esquina Blanca - Av. 5 de Abril - Plaza de Maipú - Cam. a Rinconada - Av. 5 Poniente                                                   |

### Buses rurales
| Servicio | Destino | Recorrido |
| -------- | ------- | --- |
| R612     | Maipo   | El Parrón - Autopista Central - Buin Zoo - Caletera Ruta 5 Sur - Arturo Prat - Pdte. Salvador Allende - Cam. Buin Maipo |